# Azetidine
Azetidine is een heterocyclische organische verbinding met als brutoformule C3H7N. De stof komt voor als een ontvlambare en corrosieve heldere bruine vloeistof, die mengbaar is met water.

## Synthese
Azetidine wordt bereid door thermische omzetting van 1,3-propaandiamine met zoutzuur:
{\displaystyle {\ce {NH2(CH2)3NH2\xrightarrow {HCl} C3H7N\,+NH3}}}

## Structuur
De structuur bestaat uit een verzadigde vierring (cyclobutaan), waarbij één koolstofatoom is vervangen door een stikstofatoom. Door de afbuiging van de bindende atoomorbitalen (veroorzaakt door de nauwe bindingshoeken), is er een grote ringspanning aanwezig. Azetidine is het stikstofanaloog van oxetaan.